# 이키 공항
이키 공항(일본어: 壱岐空港, IATA: IKI, ICAO: RJDB)은 일본 나가사키현 이키시에 위치해 있는 지방 관리 공항이다. 또한 이키 공항은 이키섬 남동부의 해안가에 위치해 있다.

## 운항 노선
| 항공사               | 목적지   |
| -------------------- | -------- |
| 오리엔탈 에어 브릿지 | 나가사키 |
| 전일본공수           | 나가사키 |

## 같이 보기
- 쓰시마 공항